# 마담 세크리터리
《마담 세크리터리》(영어: Madam Secretary)는 2014년 9월 21일부터 2019년 12월 8일까지 CBS에서 방영된 드라마로 전직 CIA 분석관인 엘리자베스 포크너 맥코드가 미국의 국무장관으로 임명되면서 겪는 일을 다룬다.

## 출연자
- 테아 레오니
- 팀 데일리
- 비비 뉴워스
- 젤코 이바네크
- 제프리 애런드
- 키스 캐러딘
- 사라 라미레스